# Kriegeria maculipennis
Kriegeria maculipennis là một loài tò vò trong họ Ichneumonidae.